# Ibrahima Sorel Keita
Pour les articles homonymes, voir Keita.
Ibrahim Sorel Keita est professeur de droit, écrivain, journaliste, consultant en stratégie de communication franco-guinéen.
Depuis janvier 2022, il est conseiller au sein du conseil national de la transition (CNT) de la république de Guinée dirigé par Dansa Kourouma.

## Biographie et études
Ibrahima Sorel Keita de nationalité franco-guinéenne est professeur de droit à l'Institut de recherche et de formation à l'action sociale de l'Essonne, écrivain et journaliste, consultant en stratégie de communication.
Ibrahima Sorel Keita a fait ses études de droit international à l'Université Paris 1 Panthéon Sorbonne pour obtenir son diplôme d'études approfondies (DEA) en 1987. Puis il obtient son diplôme d'études approfondies (DEA) de droit des affaires à l'université Paris XIII Villetaneuse en 1988.
Ibrahima Sorel Keita est doctorant en droit des affaires publiques, droit international économique.

## Parcours professionnel
Ibrahima Sorel Keita devient fondateur à 20 ans, du cercle Nelson Mandela mouvement étudiant luttant contre l'apartheid. Directeur fondateur du journal Négropolis en 1990. Puis animateur d'ateliers d'écriture et de mobilisation citoyenne dans les quartiers dits difficiles de 1990 en 2000.
Ibrahima Sorel Keita fut animateur de CRI-MCB (mouvement culturel de la banlieue ) Stains France de 1994 à 2003 et parallèlement fondateur du club de la presse africaine en 1996.
Ibrahima Sorel Keita fut vice président du forum des organisations de solidarité migrants, coordination sud à Paris république de France de 2005 à 2007 et également aussi conseiller du centre d'études et de prospective stratégique (CEPS) en 2015. Puis en 2016, il fut délégué général du club géopolitique,.

## Livres
Ibrahima Sorel Keita a écrit plusieurs documents notamment :
- 1997 : Banlieue Rhapsodie, recueil de poésie publié aux éditions le CRI[8] ;
- 2015 : Cité rose - parole d'habitants, publié les éditions Unicistes[9] ;
- 2000 : 6 poètes en quête de siècle, recueil collectif, publié aux éditions Bérénice.

## Prix et reconnaissance
Ibrahima Sorel Keita a été élevé au rang de chevalier de l'ordre national du mérite, hommage et décoration pour son parcours exceptionnel et les services rendus à la République par le Président Nicolas Sarkozy.

## CNT
Ibrahima Sorel Keita est nommé par décret  le 22 janvier 2022, membre du conseil national de la transition guinée en tant que représentant des personnes ressources.
Il était membre de la délégation des conseillers nationaux lors des consultations nationales sur l’axe Mamou, Dalaba et Pita.